# Chhatraganj
Chhatraganj (nep. छत्रगञ्ज) – gaun wikas samiti w zachodniej części Nepalu w strefie Lumbini w dystrykcie Arghakhanchi. Według nepalskiego spisu powszechnego z 2011 roku liczył on 676 gospodarstw domowych i 2634 mieszkańców (1594 kobiety i 1040 mężczyzn).